# Checkered Flag
Checkered Flag — компьютерная игра 1991 года для приставки Atari Lynx, разработанная и изданная Atari Corporation. Эта версия игры поддерживает до 6 игроков.
Для приставки Atari Jaguar в 1994 году был выпущен ремейк игры. В отличие от версии для Atari Lynx, в нём можно было менять цвет машины игрока и погодные условия.
Планировалось также выпустить продолжение (Checkered Flag 2) для Jaguar, однако игра так и не была выпущена. Версия игры для Game Boy Advance планировалась к выпуску в 2005 году Destination Software, но была отменена

## Игровой процесс
Гонки в IndyCar-стиле, похожие на Virtua Racing от SEGA.

## Графика
Версия для Jaguar использовала полигональную трёхмерную графику, напоминавшую выпущенный Atari в 1988 году игровой автомат Hard Drivin'. К 1994 году графика выглядела устаревшей по сравнению с Virtua Racing от SEGA.
Двухмерная графика версии для Lynx была похожа на игру Pole Position для Atari 2600 с некоторыми улучшениями.

## Продажи
Версия для Jaguar была выпущена в ноябре 1994 года для рождественской линейки игр Atari вместе с Doom, Club Drive и Dragon: The Bruce Lee Story. Игра продавалась не очень хорошо, вероятно, из-за устаревшей графики или цены в $69.99.